# 贾森·米斯基里
贾森·奥利弗·米斯基里（英語：Jason Oliver Miskiri，1975年8月19日—），圭亚那前职业篮球运动员。